# Offensiva di Charkiv del 2024
Il 10 maggio 2024, nel contesto dell'invasione russa dell'Ucraina, durante il conflitto russo-ucraino, le forze armate russe iniziarono un'operazione offensiva nell'oblast' di Charkiv, in Ucraina, bombardando e tentando di sfondare le difese delle Forze armate ucraine in direzione di Vovčans'k e Charkiv.
Il The Guardian riferì che l'offensiva ha portato ai più grandi guadagni territoriali della Russia in 18 mesi. All'inizio di giugno l'offensiva russa si bloccò, con il The Guardian che riferì che la situazione sulla linea del fronte si era "stabilizzata". Le forze ucraine, quindi, iniziarono a contrattaccare su piccola scala e, secondo quanto riferito, avrebbero riconquistato il primo degli insediamenti occupati il 19 giugno.
Le forze armate russe lanciarono anche incursioni minori nell'oblast' di Sumy, nell'oblast' di Černihiv, e in altri segmenti dell'oblast' di Charkiv, nel tentativo di sottrarre risorse ucraine all'offensiva principale a Charkiv. Allo stesso modo, le forze ucraine lanciarono incursioni nell'oblast' di Belgorod, ed alcuni analisti occidentali definirono l'offensiva di Kursk del 2024 come un diversivo da Charkiv.

## Contesto
Il 24 febbraio 2022, giorno di inizio dell'invasione russa dell'Ucraina, 20 000 soldati russi iniziarono un'offensiva a sud dell'oblast' di Belgorod per conquistare Charkiv, la seconda città più grande dell'Ucraina. Le forze russe catturarono rapidamente Vovčans'k, prima di proseguire a sud verso Balaklija, Izjum e Ševčenkove nel tentativo di attaccare Charkiv da nord e da est. Per tre giorni Charkiv fu teatro di combattimenti in strada, finché le forze russe si ritirarono il 28 febbraio sotto la minaccia di essere accerchiate in città.
Alla fine del 2022, l'Ucraina lanciò un'importante controffensiva per riconquistare la parte dell'oblast' di Charkiv in mano ai russi. L'Ucraina ristabilì il controllo sulla maggior parte dell'oblast' di Charkiv, ad eccezione di una piccola porzione a est tra il confine con l'oblast' di Luhans'k e il fiume Oskol. Le milizie filo-ucraine di etnia russa, il Corpo Volontario Russo e la Legione "Libertà alla Russia", compirono incursioni transfrontaliere a Kursk e Belgorod nel 2023 e nel 2024. Il segretario stampa del Cremlino, Dmitrij Peskov, e il ministro degli esteri russo, Sergej Lavrov, minacciarono ripetutamente di attaccare l'oblast' di Charkiv e di istituire una zona cuscinetto per proteggere il confine russo. Durante i primi mesi del 2024, apparirono notizie secondo cui l'esercito russo stava ricostruendo le sue forze nel nord per lanciare una nuova offensiva in direzione di Charkiv più tardi nello stesso anno. L'8 maggio 2024, il governatore dell'oblast' di Charkiv, Oleh Synjehubov, riferì di un grande assembramento di forze russe a nord della regione. Il segretario del Consiglio per la sicurezza e la difesa nazionale dell'Ucraina, Oleksandr Litvinenko, affermò successivamente che oltre 50 000 soldati russi sarebbero stati schierati al confine.

## Storia

### Offensiva russa del maggio 2024
Fino a 4-5 battaglioni di fanteria russi di una forza di nuova creazione hanno lanciato un attacco terrestre corazzato attraverso il confine di Stato intorno alle 05:00 del 10 maggio, aprendo un nuovo fronte di guerra. Le forze russe hanno lanciato due offensive limitate, una in direzione di Lipcі e l'altra nella zona di Vovčans'k. Le forze armate ucraine hanno esortato i residenti del nord dell'Oblast' di Charkiv ad evacuare. Una fonte militare ucraina di alto livello ha dichiarato alla Reuters che le forze russe puntavano ad avanzare fino a 10 chilometri in territorio ucraino per stabilire una zona cuscinetto. I funzionari ucraini non credevano che la Russia fosse in grado di lanciare un'operazione per catturare Charkiv, la seconda città più grande dell'Ucraina.

#### Fronte di Vovčans'k
Il 10 maggio, la città di confine di Vovčans'k è stata sottoposta a "massicci bombardamenti" da parte dell'artiglieria e di bombe aeree guidate, e i residenti sono stati evacuati. Sono stati segnalati combattimenti nei villaggi di Pletenivka, Gatišče, e Ogіrceve, e i blogger russi hanno affermato che questi tre villaggi erano passati sotto il controllo russo. In un briefing dell'11 maggio, il ministero della difesa russo ha affermato che le sue forze avevano preso Pletenivka e Ogirceve. Secondo il think tank statunitense ISW, i filmati geolocalizzati pubblicati l'11 maggio avrebbero indicato che Ogirceve era effettivamente passata sotto il controllo russo. Lo stesso giorno, blogger militari russi hanno affermato che le forze russe avevano catturato il villaggio di Tiche e stavano cercando di avanzare verso Vovčans'k, ma l'ISW ha dichiarato di non aver osservato prove tali da verificare queste affermazioni. Il 12 maggio il ministero della difesa russo ha affermato che le sue forze avevano catturato il villaggio di Gatišče. L'ISW ha valutato che Gatišče, Pletenivka e Tiche erano passati sotto il controllo russo entro il 12 maggio. Alcune fonti russe e ucraine hanno affermato che erano in corso combattimenti a Vovčans'k, anche se un portavoce militare ucraino ha negato le notizie secondo cui le forze russe sarebbero entrate in città.
Il 13 maggio, le forze russe sono avanzate a Vovčans'k e sono riuscite a catturare l'impianto di lavorazione della carne di Vovčans'k, situato a nord della città. Una fabbrica di scarpe nel nord di Vovčans'k sarebbe stata catturata in mattinata e le truppe russe sarebbero avanzate nel centro di Vovčans'k fino alla riva settentrionale destra del fiume Vovča entro la sera, secondo i blogger militari russi. Lo Stato maggiore delle Forze armate ucraine ha dichiarato che le forze russe avevano ottenuto un "successo tattico" a Vovčans'k. Il 14 maggio, le forze russe hanno continuato a guadagnare terreno all'interno di Vovčans'k e sono avanzate nel centro di Bugruvatka. Il Ministero della difesa russo ha affermato che le sue forze avevano completamente messo in sicurezza il villaggio, il che, secondo l'ISW, era coerente con le prove geolocalizzate. Le avanzate russe vicino a Vovčans'k sono continuate il 15 maggio. I blogger militari russi hanno affermato che le forze russe avevano preso il controllo di Starytsia e stavano attaccando vicino a Izbytske e Bugruvatka. Il giorno successivo, le forze russe sono avanzate nel nord di Vovčans'k e hanno ottenuto guadagni marginali nel nord-est di Starytsia, continuando le operazioni offensive vicino a Starytsia e Pletenivka. Il 17 maggio, un sergente ucraino che operava nei pressi di Vovčans'k ha dichiarato al Wall Street Journal che le forze russe controllavano la metà settentrionale della città, anche se l'ISW non aveva osservato prove che l'intera parte di Vovčans'k a nord del fiume Vovča fosse passata sotto il controllo russo.
Il 18 maggio il Ministero della difesa russo ha affermato che l'esercito russo aveva catturato Zybyne e ha dichiarato di essere avanzato nei pressi di Bugruvatka e di aver respinto i contrattacchi ucraini vicino a Tiche. Il 19 maggio le forze russe hanno fatto progressi a Vovčans'k, in particolare a nord-est, raggiungendo, secondo quanto riferito, il fiume Vovča. I blogger militari russi hanno affermato il 19 maggio che le forze russe hanno preso Starycja e Bugruvatka. Il Ministero della difesa russo ha affermato che le forze russe hanno respinto i contrattacchi ucraini a Vovčans'k e vicino a Starycja il 21 maggio. I blogger militari russi hanno affermato lo stesso giorno che una forza russa avrebbe attraversato il fiume Vovča. L'ISW ha valutato che probabilmente la Russia ha mantenuto una piccola testa di ponte di fanteria attraverso il fiume, ma senza veicoli o artiglieria.

#### Fronte di Lypci
Il 10 maggio, le forze russe avrebbero catturato i villaggi di Krasne, Borisivka, Strіleča e Pil'na. Secondo il giornalista militare ucraino Jurij Butusov, questa zona di confine catturata sarebbe stata una "zona grigia" dietro la linea difensiva ucraina senza alcuna presenza militare ucraina, ad eccezione di Strіleča. Anche Synjehubov si è riferito ai villaggi colpiti come "zona grigia", sostenendo che "le forze armate ucraine non hanno perso un solo metro". Secondo gli analisti di DeepState, che citano fonti confidenziali, le forze russe avrebbero occupato il villaggio di Pil'na diversi giorni prima del 10 maggio, ma le scarse comunicazioni all'interno delle forze armate ucraine avrebbero impedito di agire. Lo stesso giorno sono stati segnalati combattimenti nei villaggi di Goptivka, Morochovec', e Olіjnikove. I blogger russi hanno affermato che Zelene era passata sotto il controllo russo. Il 10 maggio la 42ª Brigata meccanizzata ucraina ha pubblicato un filmato della sua unità "Perun" che distruggeva quattro veicoli da combattimento della fanteria BMP russi nella zona di Pil'na utilizzando droni da combattimento, affermando di aver inflitto diverse vittime.
Il ministero della Difesa russo ha affermato in un briefing dell'11 maggio che le sue forze avevano conquistato i villaggi di Strіleča, Pil'na e Borisivka. Secondo l'ISW, i filmati geolocalizzati pubblicati l'11 maggio indicavano che anche Morochovec' e Olijnikove erano passati sotto il controllo russo. Inoltre, è stato affermato da blogger militari russi che le forze russe avevano catturato i villaggi di Hoptivka e Kudіjivka l'11 maggio, anche se l'ISW ha detto di non aver osservato prove per verificare queste affermazioni. Il Ministero della difesa russo ha annunciato la cattura di Krasne, Morochovec' e Olіjnikove il 12 maggio.
I giornali ucraini Rubryka e Ukraïns'ka pravda hanno riferito che il 13 maggio la mappa di DeepState indicava che le forze russe avevano preso il controllo del villaggio di Zelene, mentre il villaggio di Luk'jancі era quasi interamente occupato. Il giorno successivo, DeepState ha riferito che Zelene era ancora sotto il controllo ucraino nonostante i pesanti combattimenti nella zona.
Una fonte ucraina affermò che Luk'jancі era stata catturata entro il 13 maggio. Fonti russe affermarono che l'intera Luk'jancі era stata catturata il 14 maggio. Lo stesso giorno, lo Stato Maggiore ucraino riferì che le forze ucraine si erano "riposizionate" nei pressi di Luk'jancі per salvare le vite del personale ucraino.
Il capo villaggio di Lypci, Serhij Kryvetčenko, ha annunciato il 15 maggio che le forze russe erano entrate a Luk'jancі. Il 15 maggio fonti russe hanno affermato che le forze russe avevano catturato Hlyboke e Luk'jancі. Anche il Ministero della difesa russo ha affermato che le sue forze avevano catturato questi villaggi. Il 15 maggio le forze russe hanno fatto progressi a est di Hlyboke e lungo la sponda orientale del bacino di Travianske. Lo Stato Maggiore ucraino ha riferito il 15 maggio che le forze ucraine avevano respinto gli assalti russi tra Borisivka e Neskučne.

### Stallo
Il 23 maggio il comandante in capo ucraino Oleksandr Syrs'kyj ha riferito che le forze russe erano passate a una "difesa attiva" nella direzione di Lypci e non stavano più effettuando azioni offensive. Syrs'kyj ha anche affermato che le forze russe erano ora "impantanate" nei combattimenti di strada a Vovčans'k, il che è stato riflesso dalle affermazioni dei blogger militari russi secondo cui i combattimenti erano diventati "posizionali".
Il giorno successivo, lo Stato Maggiore ucraino ha dichiarato che le sue forze avevano "fermato" l'avanzata russa e "stabilizzato" la situazione lungo il confine. I blogger militari russi hanno riflesso questo sentimento, definendo la linea del fronte "stagnante" e riferendo di un tentativo fallito da parte delle forze russe di attraversare il fiume Vovča. Il 29 maggio, Kostjantyn Mašovec', un osservatore militare ucraino, ha riferito che la 18ª Divisione fucilieri motorizzata era passata a una "difesa attiva", mentre fonti russe hanno affermato che la 25ª e la 138ª Brigata fucilieri motorizzata, la 2ª Divisione fucilieri motorizzata e la 47ª Divisione corazzata avevano iniziato a "consolidare" le loro posizioni e a impegnarsi in sforzi difensivi. Il 1° giugno, i blogger militari russi hanno descritto l'offensiva come "in stallo" perché le forze russe non erano riuscite a controllare il campo di battaglia con l'artiglieria e il supporto aereo, attribuendo la difesa dell'Ucraina principalmente all'uso dei droni.

#### Fronte di Vovčans'k
Dei blogger militari hanno affermato il 25 maggio 2024 che le forze russe avrebbero distrutto un ponte sul fiume Vovča vicino a Tiche per prevenire i contrattacchi ucraini. Il 30 maggio, le forze russe avrebbero abbandonato i loro piani di attraversamento del fiume Vovča, con l'aviazione russa che ha distrutto un ponte lungo la via Soborna a Vovčans'k, verso il quale le forze di terra russe si stavano spingendo da settimane. Il capo dell'occupazione russa dell'oblast' di Charkiv, Vitaly Ganchev, ha affermato lo stesso giorno che le forze russe avevano "circa metà" di Vovčans'k sotto il loro controllo. I blogger militari russi hanno affermato il 28 maggio che le forze russe si sarebbero spinte per circa 200 metri verso una fabbrica di aggregati di Vovčans'k. Il 30 maggio la Brigata d'assalto "Ljut" ucraina ha riferito di aver condotto "operazioni di rastrellamento porta a porta" per impedire alle forze russe di prendere piede in altre sezioni di Vovčans'k. Il 4 giugno, il portavoce del Gruppo operativo-strategico "Chortycja", tenente colonnello Nazar Vološyn, ha dichiarato che l'Ucraina controllava il 70% di Vovčans'k. Nel frattempo, i blogger russi hanno affermato che le forze russe stavano distruggendo i ponti sul fiume Vovča nel tentativo di bloccare le forze ucraine. Il capo dell'amministrazione militare della città di Vovčans'k, Tamaz Gambarašvili, ha affermato il 5 giugno che le forze ucraine avevano il pieno controllo della parte centrale della città.
Le forze ucraine hanno condotto contrattacchi tattici a Vovčans'k l'8 giugno. Il 12 giugno, la 3ª Brigata d'assalto ucraina ha pubblicato un video che mostrava la cattura di 24 soldati russi presi a Vovčans'k. Il 15 giugno i media ucraini e occidentali hanno diffuso affermazioni secondo cui 400 soldati russi sarebbero stati accerchiati a Vovčans'k, ma la maggior parte delle fonti aveva fatto riferimento a un post cancellato di un blogger militare russo. Sempre il 15 giugno, il Telegraph ha pubblicato un filmato geolocalizzato che mostrava almeno 30 russi che si arrendevano nei pressi della fabbrica di aggregati di Vovčans'k. Il giorno successivo sono continuati i pesanti combattimenti intorno alla fabbrica di aggregati, con scontri da stanza a stanza, da corridoio a corridoio. Il 16 giugno David Axe ha affermato che i tentativi della Russia di avanzare nella parte meridionale di Vovčans'k erano falliti e che ben 400 russi sarebbero stati accerchiati dalle truppe ucraine all'interno e intorno all'impianto, e 30 di loro si erano arresi. Il 19 giugno il colonnello Jurij Povch ha riferito di aver "bloccato" alcune decine di truppe russe in una posizione all'interno di Vovčans'k, mentre vi erano notizie secondo cui più di 200 truppe russe erano accerchiate vicino alla fabbrica.
Il 20 giugno, le forze ucraine sono avanzate a nord-est di Vovčans'k, mentre la Russia non manteneva più alcuna posizione nella parte centrale dell'insediamento. Il 21 giugno, i blogger militari russi hanno affermato che le forze russe avevano catturato la fabbrica di aggregati. Il 30 giugno le forze ucraine avrebbero accerchiato un numero non definito di truppe russe presso la fabbrica. Il 2 luglio, le forze russe sono avanzate a Vovčans'k con truppe Specnaz della 2ª Brigata specnaz. Il 10 luglio l'ISW ha valutato che le forze russe sarebbero avanzate nel centro di Vovčans'k tre giorni prima, attraversando il fiume Vovča, catturando nel frattempo la punta meridionale della parte settentrionale della città. Il giorno successivo, alcuni blogger militari russi hanno affermato che le forze russe avrebbero attraversato il Vovča, mentre i blogger affiliati al Cremlino hanno negato questa affermazione. Il 28 luglio l'ISW ha valutato che "probabilmente" le forze russe non tenevano più le posizioni a sud del fiume Vovča all'interno di Vovčans'k a causa di un contrattacco ucraino, e che le forze russe avevano il controllo solo della parte occidentale della fabbrica. Il 29 luglio è stato riferito che la testa di ponte russa attraverso il fiume Vovča era stata accerchiata e abbandonata dal comando russo per concentrarsi invece sulla difesa della fabbrica di aggregati e prevenire l'accerchiamento della maggior parte delle forze russe in città.
Il 21 agosto Sarancev ha dichiarato che un contingente russo sarebbe rimasto intrappolato nella fabbrica di aggregati. Un ufficiale ucraino ha riferito il 16 settembre che Vovčans'k era così distrutta che le forze russe non avrebbero avuto posizioni difensive oltre alla fabbrica di aggregati di Vovčans'k all'interno della città. Il 2 ottobre si è verificata una forte esplosione a Vovčans'k, che alcuni hanno ipotizzato essere stata causata da una ODAB-9000, la più grande bomba non nucleare russa. Tuttavia, ciò è stato contestato dagli ucraini, in quanto la bomba sarebbe dovuta essere sganciata direttamente sul bersaglio, da bombardieri strategici Tu-160, Tu-95 o Tu-22M3. Le forze russe sono poi avanzate a Vovčans'k lungo la via Zernova, ma i filmati geolocalizzati mostrano che l'Ucraina aveva riconquistato le posizioni entro il 1° novembre, con la 57ª Brigata motorizzata ucraina che ha catturato 15 soldati russi.
Il 17 gennaio 2025, video geolocalizzati hanno indicato che le forze russe erano avanzate leggermente su via Zernova nel nord di Vovčans'k ed avevano fatto progressi lungo la strada nel sud di Tiche. Gli ucraini hanno affermato che le forze russe avevano lanciato un'offensiva il 17 gennaio contro le loro posizioni a Vovčans'k, attaccando in gruppi di 20 persone. Hanno affermato che "ci sono circa 200 cadaveri che giacciono nelle nostre piantagioni e nei nostri campi".

#### Fronte di Lypci e incursioni successive
Il 23 maggio 2024 fonti russe hanno riferito che l'Ucraina avrebbe lanciato contrattacchi su Lypci e Hlyboke. Il 25 maggio è stato riferito che un assalto russo in direzione Strіleča-Hlyboke sarebbe stato sventato da un ufficiale locale. Nel frattempo, il Ministero della difesa russo ha affermato che le forze russe avrebbero respinto i contrattacchi ucraini nei pressi di Hlyboke, mentre i blogger militari russi hanno riferito che le forze russe stavano "lottando" per avanzare. Al 25 maggio, fonti militari ucraine sostenevano di aver completamente fermato i russi sul fronte Strіleča-Hlyboke. Il 26 maggio, le forze ucraine hanno riguadagnato posizioni nei pressi di Lypci, con il portavoce del Gruppo operativo-strategico "Chortycja", il tenente colonnello Nazar Vološyn, che ha riferito che le forze ucraine avrebbero spinto le forze russe fuori dalle posizioni in direzione di Strіleča-Hlyboke ed avrebbero fermato un'azione offensiva russa lungo la strada Hlyboke-Lypci. Lo Stato maggiore ucraino ha riferito il 6 giugno che per la prima volta dall'inizio dell'offensiva non vi sarebbe stata alcuna azione offensiva russa verso Lypci. Lo Stato maggiore ucraino ha notato un'altra mancanza di attività verso Lypci il 7 giugno, valutando che le forze russe si stavano riorganizzando. I blogger militari russi hanno affermato che le forze ucraine avevano eseguito un contrattacco limitato vicino a Lypci il 7 giugno. Jurij Povch ha anche affermato che 25 russi avrebbero abbandonato la loro postazione nel villaggio.
L'8 giugno le forze russe hanno probabilmente catturato Hlyboke. La 138ª Brigata fucilieri motorizzata russa avrebbe rafforzato le posizioni del fronte vicino a Hlyboke e Lypci il 2 luglio. Nel frattempo, filmati geolocalizzati mostravano l'artiglieria ucraina distruggere una colonna corazzata russa delle dimensioni di un plotone che non era riuscita ad avanzare su Hlyboke il 4 luglio. Le forze ucraine sono poi avanzate a seguito di contrattacchi su Hlyboke il 7 luglio. Il 9 luglio le forze ucraine hanno riconquistato le posizioni vicino e dentro Hlyboke difese dalla 155ª Brigata fanteria di marina, compresa la maggior parte della metà occidentale dell'insediamento. L'11 luglio le forze ucraine sono avanzate marginalmente nella periferia di Hlyboke, mentre i blogger militari russi hanno affermato che le forze ucraine stavano aggirando l'insediamento.
Il 13 agosto 2024, la 13ª Brigata operativa "Chartija" dell'Ucraina ha respinto un assalto corazzato russo con dodici carri armati, e ne avrebbe distrutti quattro e danneggiato uno. 10 soldati russi sarebbero stati uccisi e 30 feriti. La brigata ha affermato che ciò sarebbe avvenuto sull'"asse Pylna-Hlyboke" e sull'"asse Pylna-Lypci". Il 15 ottobre la Brigata "Chartija" ha dichiarato di aver completato un'operazione di due mesi volta a liberare una foresta di 500 ettari a nord di Lypci, catturando tra i 20 e i 30 soldati russi. Un portavoce della Brigata "Chartija" ha affermato che nel corso del mese di ottobre l'unità sarebbe riuscita a catturare quasi 400 ettari di terreno nei pressi di Lypci, tra cui "importantissimi" frangivento. Un attacco ucraino nei pressi di Lypci, il 19 dicembre, ha impiegato per la prima volta decine di veicoli da combattimento terrestri senza equipaggio (UGV) e droni con vista in prima persona (FPV), ma nessun soldato. I veicoli di terra hanno effettuato sorveglianza, sminamento e fuoco diretto di mitragliatrici.

### Incursioni nelle regioni limitrofe
Il 5 giugno 2024, la Direzione principale dell'intelligence (HUR) ucraina ha diffuso una conversazione intercettata delle forze russe a Grayvoron, nell'Oblast' di Belgorod, sui preparativi per un assalto russo a un'altra porzione del confine, probabilmente a Zolochiv. Il 27 giugno, un gruppo di sabotaggio e ricognizione russo ha condotto un assalto su Zolochiv che l'Ucraina ha dichiarato di aver respinto. Lo Stato maggiore ucraino ha riferito che le forze ucraine avrebbero respinto un assalto russo nei pressi del villaggio di confine di Sotnickij Kazačok il 27 giugno. Sia le fonti russe che quelle ucraine, tra cui il presidente ucraino, hanno concluso dal raid che la Russia si stava preparando per un'azione offensiva più ampia nella zona. Le forze russe hanno lanciato un altro assalto transfrontaliero su Sotnickij Kazačok il 4 luglio, con i blogger militari russi che hanno affermato che quello era il primo passo verso l'apertura di una nuova sezione del fronte. Il 6 luglio sono stati segnalati altri gruppi di sabotaggio russi operanti al confine tra Ucraina e Russia, con i blogger militari russi che hanno riferito di gruppi che hanno attaccato Oleksandrivka e Popivka nell'Oblast' di Sumy, oltre a continui combattimenti a Sotnickij Kazačok. L'ISW ha valutato che si trattava probabilmente del raggruppamento di forze russe che il presidente ucraino aveva messo in guardia dal radunarsi al confine ucraino il 26 maggio.
Il 24 luglio le forze russe hanno condotto un attacco transfrontaliero limitato nei pressi di Sotnickij Kazačok, senza mantenere alcun territorio e tornando rapidamente oltre il confine. Lo Stato maggiore ucraino ha riferito di un'altra incursione a nel villaggio il 25 luglio, con esito analogo a quello del giorno precedente. I blogger militari russi hanno anche affermato che era avvenuta un'altra incursione a Sotnickij Kazačok il 26 luglio, ma ciò non è stato verificato da alcuna fonte ufficiale ucraina o russa. Il 9 agosto le forze russe avrebbero occupato gli insediamenti di confine dove avevano in precedenza fatto incursioni, vale a dire Sotnickij Kazačok nell'Oblast di Charkiv e Lukashivka nell'Oblast di Sumy. Il giorno successivo, un blogger militare russo ha smentito le affermazioni secondo cui i villaggi sarebbero stati catturati, affermando che quegli insediamenti sarebbero passati da una parte all'altra decine di volte nelle ultime settimane, a causa dell'assenza di posizioni difensive adeguate utilizzabili per ambo le fazioni.
I blogger militari russi hanno affermato che il 17 ottobre le forze di ricognizione ucraine avrebbero attraversato il confine e fatto irruzione nel villaggio di Žuravlëvka, nell'Oblast' di Belgorod, nel tentativo di minacciare le linee di rifornimento russe. Il governatore dell'Oblast' di Belgorod ha negato che il villaggio fosse sotto il controllo ucraino, ma ha fatto notare che l'area del villaggio era stata oggetto di incursioni dall'inizio dell'invasione nel 2022. Fonti ucraine hanno affermato che le forze russe avrebbero effettuato un'incursione nel villaggio di Visoka Jaruga il 14 novembre. I blogger militari russi hanno affermato che un'incursione ucraina su Žuravlëvka sarebbe stata respinta il 18 novembre, mentre l'ISW non è stato in grado di verificare ciò.

## Conseguenze

### Perdite
Il Gruppo operativo-strategico "Chortycja" ha affermato il 10 giugno 2024 che la Russia avrebbe perso 4 000 soldati, tra morti e feriti, nell'ultimo mese. Ha inoltre affermato di aver danneggiato o distrutto 52 carri armati russi, 59 veicoli blindati, 165 sistemi di artiglieria e sei unità di difesa aerea. Tuttavia, un funzionario della NATO anonimo ha stimato che "la Russia ha probabilmente subito perdite di quasi 1 000 persone al giorno nel mese di maggio", riferendosi al numero di vittime, indicando potenzialmente numeri ancora più alti di quelli presentati dal Gruppo "Chortycja".
Il 10 luglio, il Gruppo operativo-tattico "Charkiv" ha fatto una stima sostenendo che su 10 350 truppe russe schierate, 2 939 soldati sarebbero stati uccisi e 6 509 sarebbero stati feriti in azione, con perdite di circa il 91%. Inoltre, all'inizio di luglio sarebbero stati catturati 45 soldati russi. L'83ª Brigata d'assalto aereo russa ha dichiarato di "subire costantemente perdite" di "diverse decine di persone al giorno". Il 21 luglio, il presidente ucraino Volodymyr Zelens'kyj ha dichiarato un numero molto più alto di russi uccisi, affermando che "la loro massima profondità di incursione era a 10 chilometri dal confine. Li abbiamo fermati. Sono morte circa 20 000 persone". Nella stessa intervista, ha affermato che il rapporto tra soldati uccisi e feriti in Russia sarebbe di 1 a 3.
Il 6 luglio, i blogger militari russi hanno riferito che le forze russe a Charkiv avrebbero perso circa un terzo delle perdite subite dalla Russia durante la battaglia di Avdiïvka. La 71ª Brigata cacciatori ucraina ha affermato di aver ucciso o ferito 1 200 soldati russi nei pressi di Vovčans'k in agosto.

### Impatto sui civili
Il governatore dell'oblast' di Charkiv ha riferito che, a partire dal 20 maggio 2024, più di 10 500 residenti erano stati evacuati dalle aree dell'oblast' di Charkiv colpite dai combattimenti, in particolare nei distretti di Charkiv, Bohoduchiv e Čuhuïv.
Il 14 maggio 2024, a Vovčans'k erano rimasti solo circa 400 civili, "quasi nessuno" nella parte settentrionale della città. Il 16 maggio seguente, il Ministro degli interni ucraino Ihor Klymenko ha affermato che un residente di Vovčans'k sarebbe stato ucciso dai soldati russi dopo aver rifiutato di obbedire ai loro ordini e aver tentato di fuggire a piedi. Ha inoltre affermato che altri civili sono stati costretti a rifugiarsi nei sotterranei. Un video girato da una ricognizione aerea su Vovčans'k ha mostrato il corpo di un uomo civile morto su una sedia a rotelle in mezzo a una strada vicino a un ospedale locale che era stato occupato dalle forze russe. Le forze dell'ordine hanno riferito di aver aperto un procedimento per indagare sulle circostanze della morte.
Il 7 giugno, il governatore regionale dell'oblast' di Sumy Volodimir Artjuch ha ordinato l'evacuazione di 8 insediamenti di confine nell'oblast' di Sumy.

### Reazioni internazionali
- Ucraina: il 25 maggio 2024, l'Ufficio investigativo dello Stato ucraino ha aperto un'indagine sulla 125ª Brigata di difesa territoriale e sulle sue unità subordinate per non aver "organizzato correttamente la difesa delle posizioni al confine dell'oblast di Charkiv" a causa di un "atteggiamento negligente nei confronti del servizio militare".[138] L'8 giugno 2024, il presidente ucraino Zelens'kyj ha dichiarato nel suo discorso serale che la Russia aveva fallito l'offensiva di Charkiv, nonostante i combattimenti in corso nell'area.[139]
- Stati Uniti: il 30 maggio 2024, il presidente degli Stati Uniti Joe Biden ha dato all'Ucraina il permesso di colpire obiettivi all'interno della Russia nei pressi dell'Oblast di Charkiv, utilizzando armi fornite dagli Stati Uniti.[140] Lo stesso permesso è stato dato all'Ucraina da  Germania,[141]  Francia e  Regno Unito.[142] Il 9 giugno 2024, il consigliere per la sicurezza nazionale degli Stati Uniti Jake Sullivan ha dichiarato che l'avanzata della Russia nell'area si è "arrestata".[143]